# Kecksburg
Kecksburg  es una comunidad no incorporada en municipio de Mount Pleasant, condado de Westmoreland, Pensilvania. Se encuentra a lo largo de la ruta PA  982 en una zona boscosa a unos 30 kilómetros al sureste de Pittsburgh a una altura de 369 metros.

## Incidente ovni
El 9 de diciembre de 1965, una bola de fuego grande y brillante fue vista por miles de personas en al menos seis estados y en Ontario, Canadá. Se extendió por el área de Detroit (Míchigan)/Windsor (Ontario), arrojó restos metálicos sobre Míchigan y el norte de Ohio, y provocó explosiones sónicas en el oeste de Pensilvania. La bola de fuego aterrizó en el bosque a las afueras de Kecksburg y, según los informes, tenía forma de bellota. Algunos especularon que era un ovni, sin embargo, el gobierno de los Estados Unidos declaró oficialmente que era solo un meteoro.
Un objeto metálico grande en forma de campana fue creado por la serie Unsolved Mysteries para su historia sobre el incidente. Después de que se transmitió la historia, el programa donó el modelo a la ciudad, y fue colocado sobre un pedestal de madera de tres patas en la estación de bomberos local. El modelo permaneció en interiores por un tiempo, sin embargo ahora está de vuelta afuera en un nuevo pedestal de metal iluminado con focos.